# خلیل‌آباد خاکی
خلیل آباد خاکی روستایی در بخش لاران، شهرستان شهرکرد از توابع استان چهارمحال بختیاری است.مردم این روستا لر بختیاری هستند و با زبان لری بختیاری سخن می گویند.
1. ↑  پژوهشی بر جغرافیای ایل بختیاری،محسن سرلک،چاپ۱۳۵۴(ص۱۳۴).